# Гробище за домашни любимци
Гробище за домашни любимци (на английски: Pet Sematary) е роман на ужасите на Стивън Кинг. През 1984 г. книгата е номинирана за Световната награда за фентъзи. По романа са създадени две филмови екранизации – една през 1989 г., която се сдобива с продължение през 1992 г., и втора, която излиза през 2019 г.

## Сюжет
В книгата се разказва за младо семейсто, местещо се от Чикаго в малкото градче Лъдлоу. Мъжът – лекар, млада и привлекателна съпруга, сладко малко момиченце и по-малкото 2-годишно братче. Всичко изглежда перфектно, дори гальовната котка на семейство Крийд. Но скоро след преместването и запознанството с възрастния им съсед Джъд, те откриват, че всичко далеч не е толкова перфектно, колкото на пръв поглед. В гората зад къщата им, недалеч в гробището за домашни любимци, се крие смразяваща кръвта рядко срещана същност. Много по-страшна от самата смърт и далеч по-опасна.